# Rocchetta Palafea
Rocchetta Palafea – miejscowość i gmina we Włoszech, w regionie Piemont, w prowincji Asti.
Według danych na styczeń 2009 gminę zamieszkiwało 381 osób przy gęstości zaludnienia 48,7 os./1 km².